# Бондаренко Микола Михайлович
Микола Михайлович Бондаренко (15 листопада 1949, с. Дмитрівка, Буринський (нині — Конотопський) район, Сумська область — 3 червня 2023, м. Конотоп, похований в с. Успенка Конотопського району) — український художник-графік, майстер екслібриса та книжкової графіки. Заслужений діяч мистецтв України (2019).
Єдиний на Сумщині художник, який працював в техніці лінориту (ліногравюри). Автор графічної Шевченкіани, серії ліноритів, присвячених Голодомору в Україні (1932—1933). Відтворив мовою графіки «Слово о полку Ігоревім» та «Лісову пісню» Лесі Українки. Створив понад 500 екслібрисів. Номінант на здобуття Національної премії України імені Тараса Шевченка 2020 року.

## Життєпис
Микола Михайлович Бондаренко народився 15 листопада 1949 року в селянській родині. Розпочав малювати в дитинстві під впливом творчості батька.
Початкову художню освіту він здобув у Донецькій художній школі (1964—1966).
В 1972 році закінчив Харківське державне художнє училище (викладачі з фаху — А. П. Луценко, М. І. Гнойовий).
Жив у селі Успенка (нині — Конотопський район).
Працював учителем малювання в школі, оформлював інтер'єри, завідував художньою майстернею в місті Буринь.
1978 року вперше взяв участь в обласній художній виставці в м. Суми. З 1982 року — учасник міжнародних виставок екслібриса. Персональні виставки художника проходили в Україні, Росії, Польщі, Словаччині, Сполучених Штатах Америки, Японії. Брав участь у колективних закордонних виставках графіки в Італії, Німеччині, Франції, Бельгії, Великій Британії, Литві, Гонконгу, Китаю та інших країнах.
Твори зберігаються в Сумському художньому музеї імені Никанора Онацького, Лебединському міському художньому музеї імені Б. К. Руднєва, Конотопському краєзнавчому музеї імені О. М. Лазаревського, Роменському краєзнавчому музеї, Національному музеї Тараса Шевченка (Київ), Літературно-меморіальному будинку-музеї Тараса Шевченка (Київ), Шевченківському національному заповіднику (Канів), Національному художньому музеї України (Київ), Музеї імені Святійшого патріарха Мстислава (м. Саут-Баунд-Брук, США), Музеї Тараса Шевченка (Пекін), Музеї ім. К. Горо (Японія) тв ін.
Микола Михайлович Бондаренко пішов з життя 3 червня 2023 року, похований в селі Успенка.

## Творчість
Перші творчі роботи Миколи Бондаренка з'явилися у 1972 році. Працював в галузі екслібриса, станкової та книжкової графіки. Основна техніка виконання робіт — лінорит. Частина творів виконана в техніці олівця, туші, цинкографії, деревориту. Є роботи в техніці акварелі, олії. Свого часу зробив кілька десятків плакатів.
Розробляв теми в графічних серіях, дотримуючись сюжетної лінії літературного твору. Створив графічне прочитання «Слова о полку Ігоревім» — серію із 74 робіт. 2015 року в Сумах вийшов друком альбом, де, крім графічних аркушів, надруковані першоджерела поеми. Ряд подій, описаних в поемі, відбувалися на теренах нинішньої Сумщини, тому перша виставка графічної серії пройшла в місті Путивль. Потім був показ цих робіт в інших містах: Новгород-Сіверський, Суми, Враца (Болгарія).
Драма-феєрія Лесі Українки «Лісова пісня» надихнула художника на створення графічної серії, надрукованої в альбомі, до якого увійшли 49 чорно-білих гравюр. Автор умовно поділив їх на три частини: аркуші, які показують діючих осіб драми, пейзажі «Лісової пісні» та композиції, на яких передано відносини Лукаша та Мавки.
Митець звертався до образів видатних земляків. Автор серії «Літератори Сумщини» — Остап Вишня, Олександр Олесь, Панас Кочура, Леонід Новіченко, Микола Лукаш, Микола Данько та ін.
Успішно реалізував мистецько-дослідницький проєкт «Корінням з Сумщини» — галерею графічних портретів відомих земляків з української діаспори. Альбом «Корінням з Сумщини», створений у співавторстві із краєзнавцем Олександром Капітоненком, занесено до каталогу Бібліотеки Конгресу США.
Художник відомий як автор скульптурних проєктів, втілених в життя на батьківщині, серед яких пам'ятний знак Героям Небесної Сотні та землякам, полеглим за незалежність України (Буринь, 2015), пам'ятний знак знищеним православним храмам Буринщини (Буринь, 2016).

### Шевченкіана
Провідною темою в творчості митця була Шевченкіана.
1972 року створив графічну серію «Реве та стогне Дніпр широкий».
В 1984 році на обласній виставці художник представив графічну серію, присвячену 170-річчю від дня народження Т. Г. Шевченка. Ці твори здобули схвальної оцінки і були відзначені на республіканській виставці «У вінок Кобзареві!» з нагоди 175-річчя від дня народження поета (1989).
Шевченкіана Миколи Бондаренка знайшла відображення в екслібрисах. Художник розробив десятки екслібрисів для музеїв Шевченка в Києві, Каневі, для українських книголюбів і шанувальників шевченкового слова в Україні та за кордоном.
До столітнього ювілею І. П. Кавалерідзе митець виконав серію екслібрисів із зображенням пам'ятників Кобзарю в Ромнах та Сумах.
Микола Бондаренко створив серію з шести ліноритів, присвячених Тарасовій баладі «Причинна».
До 250-річчя початку гайдамацького руху в Україні (1768) художником була створена серія з 52 ліноритів за поемою Т. Г. Шевченка «Гайдамаки», яка була представлена на виставці в Буринському краєзнавчому музеї.
Автор пам'ятного знака Кобзарю в Бурині (2014).

### Тема Голодомору в Україні
Микола Бондаренко — автор всесвітньо відомої серії графічних робіт «Україна 1933: кулінарна книга». Художник мовою графіки відтворив усе, що довелося споживати, щоб не померти з голоду, його землякам.
Кожна ліногравюра — селянське вікно, де перетиння рами — хрест. Три шибки світлі — як надія на виживання, і в них зображено той «продукт», який часом рятував людей у голодному мареві. Четверта шибка — чорна, на ній білими літерами — рецепт приготування показаного «продукту». З чого він? З пирію, кленового листя, макухи, різних корінців, кукурудзиння, жучків та хробачків, котів, пташат із випотрошеного гнізда, їжаків, гусені… Наймоторошніша у своїй символічності робота, що зображує порожню миску з ложкою, зверху якої — закривавлений ніж людоїда…
Виставка серії графічних робіт Миколи Бондаренка «Україна-1933: кулінарна книга» від часу своєї появи побувала на всіх континентах Землі, майже в усіх країнах світу.
Альбоми з однойменною назвою були надруковані спочатку в США, а потім і в Україні (2008, 2019).
Микола Бондаренко також був автором ряду монументальних проєктів, серед яких обласний Меморіал пам'яті жертв Голодомору 1932—1933 років в Україні в селі Піски Буринського (нині Конотопського) району (2013), а також пам'ятника загиблим від Голодомору в селі Чернеча Слобода.
29 липня 2023 року ворожа ракета зруйнувала навчальний корпус Сумського міжрегіонального вищого професійного училища, де був розташований Центр досліджень руху опору Голодоморів на Сумщині. З його відкриття майже за шість років того в Центрі діяла унікальна виставка графічних малюнків Миколи Бондаренка «Україна — 1933: кулінарна книга. Пам'ять людська». Експозиція включала 89 робіт. Після ракетної атаки росіян унікальні гравюри опинились під завалами. Завдяки відповідальній та злагодженій роботі підрозділів ДСНС Сумщини, допомозі співробітників закладу та волонтерів, більшість унікальних ліноритів Миколи Бондаренка, а саме 66 гравюр, присвячених Голодомору, були врятовані.

## Відзнаки
Неодноразовий лауреат європейських художніх конкурсів. Мав численні нагороди: дипломи, відзнаки, грамоти, подяки.
1985 — нагороджений Почесною грамотою Міністерства культури УРСР;
1991 — лауреат Міжнародного конкурсу екслібриса (Данія — Німеччина);
2007 — нагороджений орденом «За заслуги» ІІІ ступеня;
2016 — нагороджений ювілейною медаллю «25 років незалежності України»;
2016 — нагороджений медаллю «За жертовність та любов до України»;
2019 — удостоєний звання Заслужений діяч мистецтв України.

## Альбоми
- Слово о полку Ігоревім: серія ліноритів / М. М. Бондаренко. — Суми : Еллада, 2015. — 104 с/
- Корінням Із Сумщини: серія ліноритів / М. М. Бондаренко, О. М. Капітоненко. — Суми : ФОП Щербина І. В., 2016. — 76 с. : іл.
- Шевченкіана Миколи Бондаренка: серія ліноритів / М. М. Бондаренко. — Суми : Еллада, 2017. — 88 с. : іл.
- Леся Українка «Лісова пісня» в ліноритах Миколи Бондаренка / М. М. Бондаренко. — Суми : Мак-Ден, 2017. — 104 с. : іл.
- Україна-33: кулінарна книга. Пам'ять людська. — Друге вид., перероб. та доп. / Микола Бондаренко. — Суми : Еллада, 2018.